# 동경 9도
동경 9도(東經9度)는 본초 자오선에서 동쪽으로 9도 떨어진 경선이다. 북극점에서 시작하여 북극해, 유럽, 아프리카, 대서양, 남극해, 남극을 거쳐 남극점에 이른다.
동경 9도는 서경 171도와 이어져 지구의 둘레를 이룬다.

북극점에서 남극점까지 동경 9도선은 다음 지역을 지나간다.
| 좌표                                                | 나라, 지역, 해역 | 주석                                                                                   |
| --------------------------------------------------- | ---------------- | -------------------------------------------------------------------------------------- |
| 북위 90° 0′ 동경 9° 0′  / 북위 90.000° 동경 9.000°  | 북극해           |                                                                                        |
| 북위 81° 9′ 동경 9° 0′  / 북위 81.150° 동경 9.000°  | 대서양           |                                                                                        |
| 북위 63° 39′ 동경 9° 0′  / 북위 63.650° 동경 9.000° | 노르웨이         | 쇠르트뢰넬라그주의 히트라에서 시작하여 에우스트아그데르주의 트베르달쇠위아에서 끝난다. |
| 북위 58° 34′ 동경 9° 0′  / 북위 58.567° 동경 9.000° | 스카게라크 해협  |                                                                                        |
| 북위 57° 9′ 동경 9° 0′  / 북위 57.150° 동경 9.000°  | 덴마크           | 벤쉬셀튀섬                                                                             |
| 북위 57° 1′ 동경 9° 0′  / 북위 57.017° 동경 9.000°  | 림 피오르        |                                                                                        |
| 북위 56° 50′ 동경 9° 0′  / 북위 56.833° 동경 9.000° | 덴마크           | 유틀란드 본토                                                                          |
| 북위 54° 53′ 동경 9° 0′  / 북위 54.883° 동경 9.000° | 독일             |                                                                                        |
| 북위 47° 41′ 동경 9° 0′  / 북위 47.683° 동경 9.000° | 스위스           |                                                                                        |
| 북위 45° 59′ 동경 9° 0′  / 북위 45.983° 동경 9.000° | 이탈리아         | 2km 정도                                                                               |
| 북위 45° 58′ 동경 9° 0′  / 북위 45.967° 동경 9.000° | 스위스           | 16km 정도                                                                              |
| 북위 45° 50′ 동경 9° 0′  / 북위 45.833° 동경 9.000° | 이탈리아         |                                                                                        |
| 북위 44° 23′ 동경 9° 0′  / 북위 44.383° 동경 9.000° | 지중해           | 리구리아해                                                                             |
| 북위 42° 39′ 동경 9° 0′  / 북위 42.650° 동경 9.000° | 프랑스           | 코르시카섬                                                                             |
| 북위 41° 29′ 동경 9° 0′  / 북위 41.483° 동경 9.000° | 지중해           | 보니파시오 해협                                                                        |
| 북위 41° 7′ 동경 9° 0′  / 북위 41.117° 동경 9.000°  | 이탈리아         | 사르데냐섬                                                                             |
| 북위 39° 0′ 동경 9° 0′  / 북위 39.000° 동경 9.000°  | 지중해           | 튀니지 잘리트 제도의 바로 동쪽을 지나감                                                |
| 북위 37° 7′ 동경 9° 0′  / 북위 37.117° 동경 9.000°  | 튀니지           |                                                                                        |
| 북위 32° 8′ 동경 9° 0′  / 북위 32.133° 동경 9.000°  | 알제리           |                                                                                        |
| 북위 21° 47′ 동경 9° 0′  / 북위 21.783° 동경 9.000° | 니제르           |                                                                                        |
| 북위 12° 50′ 동경 9° 0′  / 북위 12.833° 동경 9.000° | 나이지리아       |                                                                                        |
| 북위 5° 57′ 동경 9° 0′  / 북위 5.950° 동경 9.000°   | 카메룬           |                                                                                        |
| 북위 4° 5′ 동경 9° 0′  / 북위 4.083° 동경 9.000°    | 대서양           | 기니만 - 적도 기니 비오코섬의 바로 동쪽을 지나감                                       |
| 남위 0° 39′ 동경 9° 0′  / 남위 0.650° 동경 9.000°   | 가봉             |                                                                                        |
| 남위 1° 19′ 동경 9° 0′  / 남위 1.317° 동경 9.000°   | 대서양           |                                                                                        |
| 남위 60° 0′ 동경 9° 0′  / 남위 60.000° 동경 9.000°  | 남극해           |                                                                                        |
| 남위 69° 55′ 동경 9° 0′  / 남위 69.917° 동경 9.000° | 남극             | 퀸모드랜드, 노르웨이가 영유권을 주장한다.                                              |

## 같이 보기
- 동경 8도
- 동경 10도